# East Alton, Illinois
East Alton là một làng thuộc quận Madison, tiểu bang Illinois, Hoa Kỳ. Năm 2010, dân số của làng này là 6301 người.

## Dân số
Dân số qua các năm:
- Năm 2000: 6830 người.
- Năm 2010: 6301 người.